# جوديث رويتمان
جوديث رويتمان (بالإنجليزية: Judith Roitman)‏ (ولدت في 12 تشرين الثاني من عام 1945) هي أستاذة متقاعدة من جامعة كانساس، متخصّصة في نظريّة المجموعات، والطوبولوجيا، والجبر البولياني، وتعليم الرياضيّات.

## سيرة ذاتيّة
ولدت رويتمان في ولاية نيويورك الأمريكيّة في عام 1945. التحقت بكلّيّة أوبرلين، والتحقت بعدها بكلّيّة سارة لورينس. حصلت في عام 1966على شهادة البكالوريوس في الأدب الإنكليزيّ، وأصبحت بعد تخرّجها مهتمّة بعلوم اللغة الحاسوبيّة، حيث بدأت بتعلّم الرياضيّات بطريقة رسميّة، فتلقّت دروساً في جامعتي كاليفورنيا (بركلي) وفي جامعة ولاية سان فرانسيسكو الحكوميّة. كانت رويتمان تستمتع بدروس الرياضيّات في المدرسة الثانويّة، ووجدت أنّ شغفها بهذه المادّة بدأ بالتجدّد. بدأت في عام 1969 بحضور برنامج الدراسات العليا في الرياضيّات في جامعة كاليفورنيا (بركلي). عملت جوديث لبعض الوقت –أثناء دراستها في جامعة كاليفورنيا (بركلي)- بتدريس الرياضيّات في المدارس الابتدائيّة كزميلة في التدريس المجتمعيّ ضمن مشروع SEED لتعليم الرياضيّات. حصلت رويتمان في عام 1974 على شهادة الدكتوراه من جامعة بركلي بعد تقديمها لأطروحة تخرّج في الطوبولوجيا، وكان مستشار أطروحتها هو روبرت مارتين سولوفاي. درّست رويتمان في كُلّيّة ويليسلي لمدّة ثلاث سنوات، وأمضت بعدها فصلاً واحداً في معهد الدراسات المتقدّمة، وانتقلت منذ ذلك الحين إلى جامعة كانساس.
عملت جوديث رويتمان خلال معظم فترات حياتها المهنيّة في مجال تعليم الرياضيّات، حيث قامت بإدارة ورشات عمليّة موجّهة لمعلّميّ المدارس الابتدائيّة والثانويّة على حدٍّ سواء، وراقبت عملهم في فصولهم. شجّعت رويتمان علماء الرياضيّات بشكلٍ فرديّ، ومجتمع علوم الرياضيّات على المشاركة في تعليم هذه المادّة، والتعامل معها بجدّيّة أكبر. شغلت رويتمان منصب عضوٍ في مجلس معلّمي الرياضيّات الوطنيّ الذي يضع مبادئ ومعايير مدارس الرياضيّات. أعلنت رويتمان عن عميق الأسى حول حروب تعليم الرياضيّات في أمريكا، وأكّدت أنّه «لا وجود لحرب الرياضيّات».
كان لرويتمان دور نشط في جمعيّة المرأة للرياضيّات منذ سنوات نشأتها الأولى، وشغلت منصب رئيس الجمعيّة في الفترة مابين 1979 - 1981. اتّبعت رويتمان طائفة الزنّ البوذيّة منذ عام 1976، وهي الآن موجّهة للمدرّسين في مركز الطائفة الزّنّيّة بجامعة كنساس، الذي شاركت في تأسيسه مع زوجها ستانلي لومباردو.
رويتمان شاعرة أيضاً، فقد نُشِر شعرها في عددٍ من المجلّات، وفي سبعة كُتيّبات، وكتابين اثنين.

## الجوائز والتكريمات
حصلت رويتمان في عام 1996 على جائزة لويز هاي تقديراً لدورها كمعلّمة رياضيّات. أصبحت في عام 2012 زميلةً في مجتمع الرياضيّات الأمريكيّ. واختيرت في عام 2017 زميلةً لجمعيّة المرأة للرياضيّات في الفصل الافتتاحيّ.

## منشورات مختارة
- مقدّمة في نظريّة المجموعات الحديثة، طبع في دار نشر وايلي، في 16 من شهر يناير/ كانون الثاني من عام 1990 برقم دولي معياري للكتاب. ISBN 0-471-63519-7.
- مقال «استخدامات نظريّة المجموعات» الذي نُشر في مجلّة «التحرّ الرياضيّ» الصادرة عن دار نشر سبرنجر، في الصفحات من 63 إلى 69 من عدد فصل الشتاء لعام 1992 بمعرّف وثيقة رقمي. doi 10.1007/BF03024144
- مقال «ما بعد حروب الرياضيّات» قضايا معاصرة في تعليم الرياضيّات، في الصفحات من 123 إلى 134من المنشور رقم 36 من معهد علوم وأبحاث الرياضيّات MSRI الصادر في عام 1999 عن مطبعة جامعة كامبريدج، برقم دوليّ معياريّ للكتاب 0-521-65255-3 ISBN وأُعيد نشره في 18 يناير/ كانون الثاني من عام 2008.
- مقدّمة في نظريّة المجموعات الحديثة، النسخة المُنقّحة، صدرت عن جامعة فرجينيا كومونولث، في 6 ديسمبر/ كانون الأوّل من عام 2011 برقم دولي معياري للكتاب ISBN 978-0982406-24-3.